# جنيفر سوتون
جنيفر سوتون هي لاعبة اتحاد الرغبي كندية، ولدت في 26 فبراير 1969.